# Pykrete

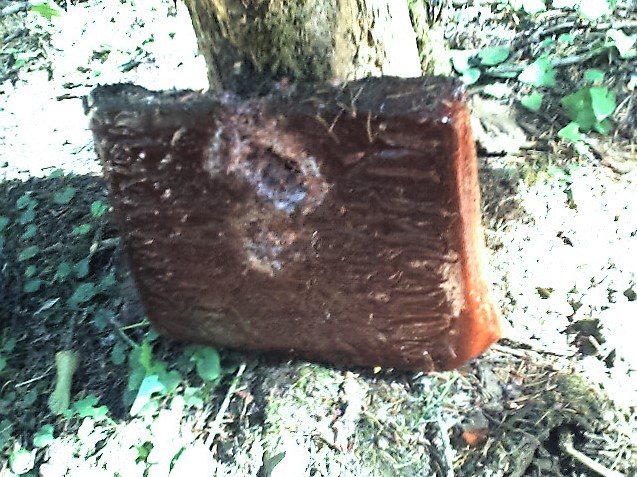
Bloque de pykrete.

El pykrete es un material compuesto hecho con un 14% de serrín u otra pulpa de madera y un 86% de hielo, aproximadamente. Su considerable capacidad para resistir impactos de bala hizo que durante la Segunda Guerra Mundial el ejército británico estudiase la posibilidad de utilizarlo rellenando el casco de un portaviones gigante, que no llegaría a construirse. 
El nombre del material procede de un juego de palabras en inglés, en el que se combinan el apellido de su inventor, Geoffrey Pyke, y la palabra "concrete", que significa hormigón.

## Historia

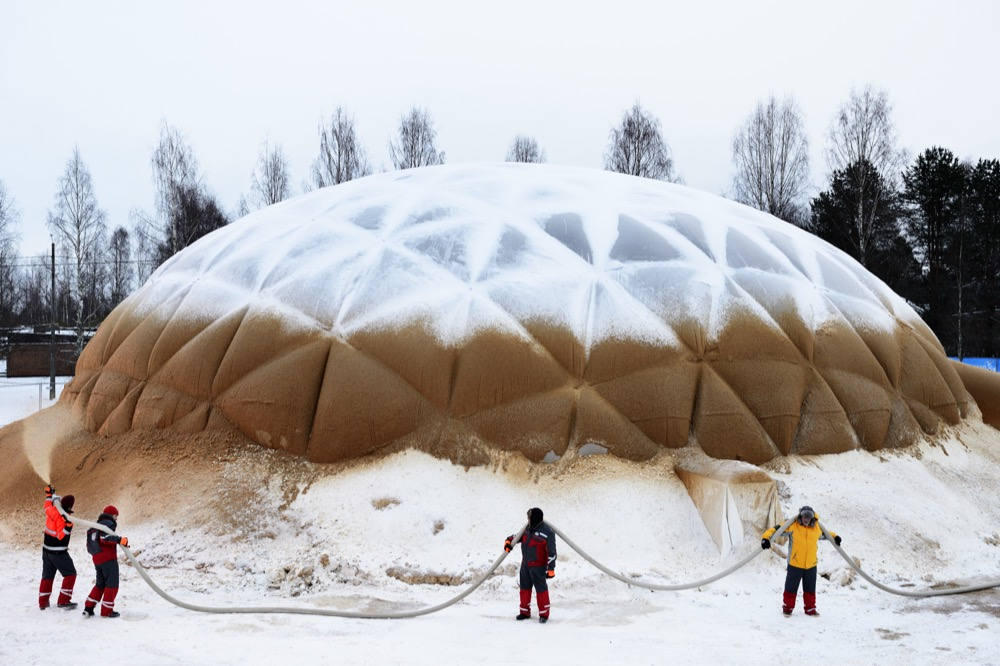
Domo de pykrete, construido por miembros de la Universidad Técnica de Eindhoven

Su uso fue propuesto durante la Segunda Guerra Mundial por Geoffrey Pyke a la Real Marina Británica para realizar un portaaviones de enormes proporciones e imposible de hundir, idea que dio origen al denominado Proyecto Habakkuk.
Con posterioridad a la Segunda Guerra Mundial, se han experimentado algunas propuestas para explorar sus posibilidades como material de construcción. Por ejemplo, en 2014, la Universidad Técnica de Eindhoven trabajó en un proyecto de arquitectura con pykrete en Juuka, Finlandia, que incluía una cúpula de hielo y un modelo a escala del Templo de la Sagrada Familia.

## Propiedades
Algunas de las propiedades que posee este compuesto son:
- Bajo índice de fusión.
- Dureza cercana a la del hormigón.
- Resistencia a grandes tensiones gracias a su composición fibrosa.